# Vinciguerria nimbaria
Vinciguerria nimbaria ist ein kleiner Tiefseefisch aus der Ordnung der Maulstachler (Stomiiformes), der in Atlantik und Pazifik weit verbreitet ist. Nachweise der Art gibt es aus dem westlichen Atlantik bei Kanada, Florida, Kuba und den Antillen, aus dem Golf von Mexiko und der Karibik, aus tropischen Bereichen des östlichen Atlantik, aus dem östlichen Pazifik bei Kalifornien und Chile sowie aus dem Südchinesischen Meer.

## Merkmale
Vinciguerria nimbaria ist ein sehr kleiner Tiefseefisch, der für gewöhnlich nur 3,7 cm lang wird. Die Geschlechtsreife erlangt er mit einer Länge von 3,4 cm, die bisher festgestellte Maximallänge liegt bei 4,8 cm. Sein Rücken ist dunkel, die Körperseiten silbrig. Der obere Abschnitt der Brustflossen und der äußere Bereich der Schwanzflosse sind gesprenkelt. Die Rückenflosse wird von 13 bis 15 Flossenstrahlen gestützt, bei der Afterflosse sind es 13 bis 16. Die Afterflosse beginnt unter der Mitte der Rückenflosse oder kurz dahinter. Vinciguerria nimbaria hat in Reihen angeordnete Leuchtorgane am Bauch und zwei unterhalb des Auges. Die Leuchtorgane bilden sich bei einer Länge von 1,8 bis 2 cm.

## Lebensweise
Vinciguerria nimbaria hält sich tagsüber meist in Tiefen von 200 bis 400 m auf, es gab jedoch auch Fänge aus einer Tiefe von 5000 m. Die Fische steigen in der Nacht in Tiefen oberhalb von 100 m auf. Sie ernähren sich vor allem von Ruderfußkrebsen.